# Mitthyridium subobtusifolium
Mitthyridium subobtusifolium là một loài rêu trong họ Calymperaceae. Loài này được Broth. & Paris H. Rob. mô tả khoa học đầu tiên năm 1975.